# Přežijeme na naší planetě?
Přežijeme na naší planetě? (ve francouzském originále Vu du ciel) je francouzský koprodukční dokumentární cyklus, který měl premiéru v roce 2008. Jde o osmidílný dokument, který přibližuje, jak člověk škodí přírodě. Pořadem provází fotograf Yann Arthus-Bertrand. Českou premiéru měl seriál na ČT2. Na DVD prozatím nevyšel.